# زنت رو دوست داری؟
زنت رو دوست داری؟ (به انگلیسی: Do You Love Your Wife?) یک فیلم صامت کمدی به کارگردانی هال روچ است که در سال ۱۹۱۹ منتشر شد.

## بازیگران
- استن لورل
- باد جیمیسون
- ماری موسکینی
- جیمز پروت
- نوآ یانگ
- لوئیس نیلسون